# Parafia św. Andrzeja Apostoła w Osieku
Parafia św. Andrzeja Apostoła w Osieku – parafia rzymskokatolicka znajdująca się w Osieku w dekanacie Osiek diecezji bielsko-żywieckiej.
Została wzmiankowana po raz pierwszy w spisie świętopietrza parafii dekanatu Oświęcim diecezji krakowskiej z 1326 pod nazwą Ossek. Mogła istnieć wcześniej, gdyż miejscowy kościół wymieniony został już w 1278. Następnie wymieniona została w kolejnych spisach świętopietrza z lat 1346–1358 również pod nazwą Ossek lub Osek.
Nowa świątynia na jej miejscu stanęła w latach 1538–1549, zachowała się do dziś lecz od 1908 roku jest nieużytkowana.
Funkcję kościoła parafialnego przejął nowo wybudowany kościół w stylu neogotyckim mieszczący się kilkaset metrów dalej w kierunku północno-wschodnim.

## Galeria

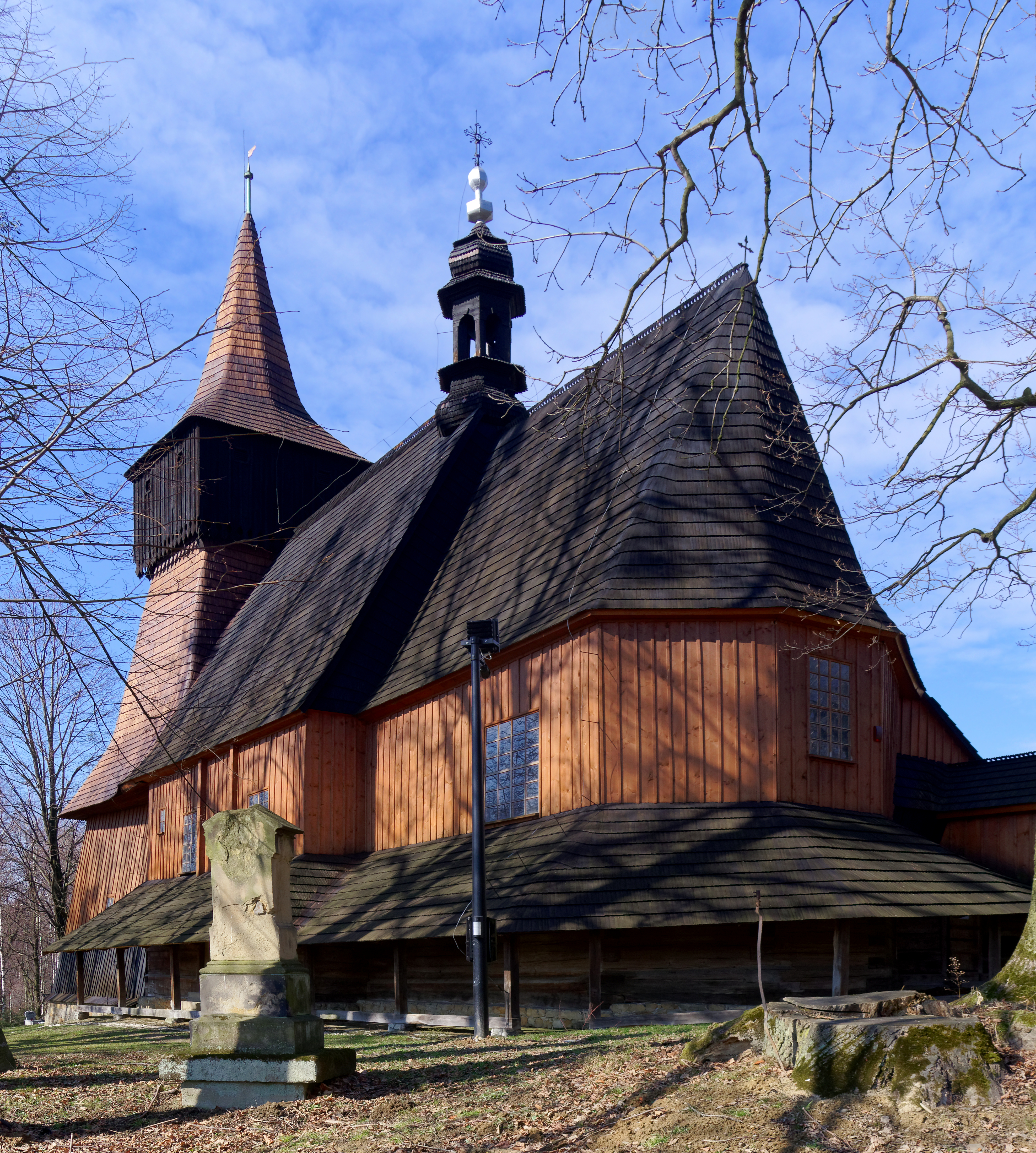
dawny kościół parafialny